# Verkeerslichtbeïnvloeding
Verkeerslichtbeïnvloeding is het beïnvloeden van de werking van verkeerslichten door bussen en trams om zo kruispunten sneller te kunnen oversteken, waardoor de doorstroming van het openbaar vervoer verbetert, en daardoor de stiptheid. In 1980 bleek bij een onderzoek naar de reistijdvariatie bij Haagse stadstrams 91% van de afwijkingen te kunnen worden verklaard door de variatie in verkeerslichtoponthoud.
Tegenwoordig maken voertuigen van hulpdiensten, zoals brandweer en ambulance, ook gebruik van de mogelijkheid van verkeerslichtbeïnvloeding. 

## Ov-licht

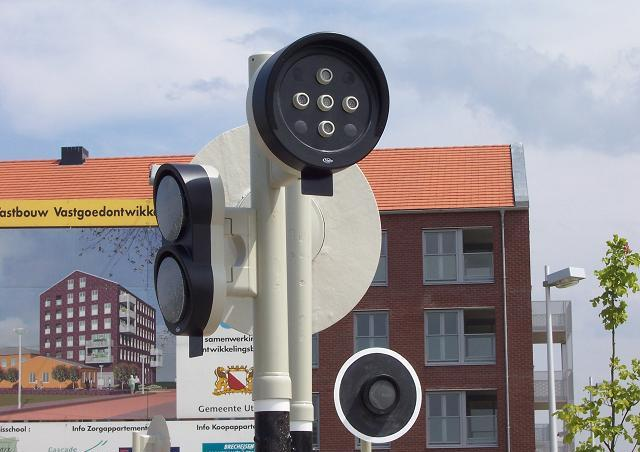
Een busverkeerslicht in de nieuwbouwwijk Leidsche Rijn in Utrecht

De beïnvloeding betreft zowel de gewone verkeerslichten, als speciale lichten die enkel voor het openbaar vervoer gelden.

### België
In België bestaat het ov-licht uit drie lampen (van boven naar beneden):
- een horizontale witte streep: stop
- een wit rondje: stoppen, als stoppen niet meer mogelijk is: doorgaan
- en een verticale of diagonale witte streep of een witte driehoek: doorgaan

### Nederland
In Nederland bestaat het ov-licht (negenoog) uit een vierkant van maximaal negen lampjes:
- Twee witte lampjes in een verticale of diagonale lijn al dan niet knipperend: doorgaan rechtdoor of doorgaan linksaf / rechtsaf (knipperen betekent dat er nog kruisend verkeer mogelijk is). De stand van het wissel bij trams wordt echter met een apart blauwschijnend wissellicht weergegeven.
  - In oudere trams wordt de stand van het wissel ook bediend met VETAG (zie volgende paragraaf). In nog oudere trams zelfs nog met de hand, omdat de VETAG in deze oudere trams niet het lijnnummer meegeeft.
- Twee rode lampjes in een horizontale lijn: stop
- Een geel lampje in het midden: stoppen, als stoppen niet meer mogelijk is: doorgaan

Ook de hulpdiensten zoals brandweer, politie en ambulance maken gebruik van VETAG.
Niet zozeer om voorrang af te dwingen: men maakt daarvoor immers gebruik van geluidssignalen en lichtsignalen, maar om bijvoorbeeld een slagboom voor een bustunnel of bussluis te openen.
De hulpdienstvoertuigen kunnen tegenwoordig ook met behulp van KAR zich aanmelden bij een VRI en krijgen groen, zodat zij veilig een kruising kunnen passeren en de aanrijtijden kunnen verkorten.

## VETAG en VECOM
Vetag staat voor Vehicle Tagging en is een van de oudste vormen van verkeerslichtbeïnvloeding. In het wegdek worden inductielussen aangebracht. Bussen en trams met een transponder zenden het door de bestuurder ingestelde lijnnummer door via de inductielus, zodat het verkeerslicht voor de bus of tram op 'groen' kan gaan. Bij de meeste Vetag-lussen zijn ov-lichten geplaatst.
Vecom is een verbetering van Vetag en betekent Vehicle Communication. Hiermee is niet alleen contact van het voertuig naar de verkeersregelinstallatie, maar ook andersom mogelijk.
Vetag/vecom wordt niet alleen toegepast voor het beïnvloeden van verkeerslichten. Het kent vele toepassingen, zoals: 
- Wisselbediening.
- Plaatsbepaling op aarde.
- Bediening van slagbomen en obstakels die in de rijweg kunnen weg zinken.
- Laden of dumpen van rij- en ritgegevens.
- Aansturen van dynamische tram- en bushaltes.

## KAR
KAR staat voor Korteafstandsradio en beïnvloedt verkeerslichten met een radiosignaal. Het voordeel is dat er in het wegdek geen dure en breukgevoelige detectielussen meer nodig zijn. Ook bij Sabimos wordt de KAR-functionaliteit toegepast. Sinds 2005 heeft KAR zich ontwikkeld tot een landelijke standaard en wordt het op veel plaatsen in Nederland toegepast voor het openbaar vervoer en de hulpdiensten. KAR werkt op de frequentie 429,8500 MHz, in FM-modulatie. De data worden verstuurd door middel van packets. In België wordt KAR gebruikt door de Vlaamse Kusttram en de stad Gent.
Het nieuwe, uitgebreidere en digitale Talking Traffic-systeem, wordt gefasseerd uitgerold en komt ter vervanging van het Korteafstandsradio-systeem (KAR).

## Sabimos
Sabimos (afkorting van Satellite Based Information and Management Operating System) is een integraal systeem voor reisinformatie en verkeerslichtbeïnvloeding in Twente.

## Sonem2000
In 2003 werd in de gemeente Ede een experiment gedaan met de beïnvloeding van verkeerslichten met behulp van het geluid van de sirenes van voertuigen van hulpdiensten. Hierbij wordt geen transponder in het voertuig gemonteerd, maar alleen een detector in de verkeersregelinstallatie. Deze detector moet de sirene herkennen, maar na een jaar testen bleek dit niet goed genoeg te werken: in de VS, waar Sonem2000 ontwikkeld is, worden sirenes met een grotere amplitude (volume) gebruikt. Het systeem kon daarom de sirenes slecht van het omgevingsgeluid onderscheiden, waardoor er onterechte ingrepen plaatsvonden.